# Parròquia de Sant Jeroni de Montbau
La parròquia de Sant Jeroni de Montbau és la circumscripció eclesiàstica que abarca el barri de Montbau, al districte Horta-Guinardó de Barcelona. Creada el 1963, com a segregació d'una part de les parròquies de Sant Genís dels Agudells i Sant Joan d'Horta, rep el nom en record de l'històric monestir de Sant Jeroni de la Vall d'Hebron, que era molt a la vora del nou barri de Montbau.

## Inicis
La creació del barri de Montbau l'any 1961 va suposar un increment de població a la parròquia de Sant Genís dels Agudells, pel que l'arquebisbe Gregorio Modrego Casaús va fer l'erecció canònica de la nova parròquia el 1963, amb efectes quan s'assignés el seu rector. L'any següent, el 1964, va ser assignat rector el mossèn Ferran Palau i Jover, que va fer la primera missa el 12 d'octubre a la capella de la Sagrada Família, actualment enderrocada, de les Llars Sant Jordi de la Caixa de Catalunya, i passant a residir amb la seva germana a una edifici al costat de la capella.

## Església

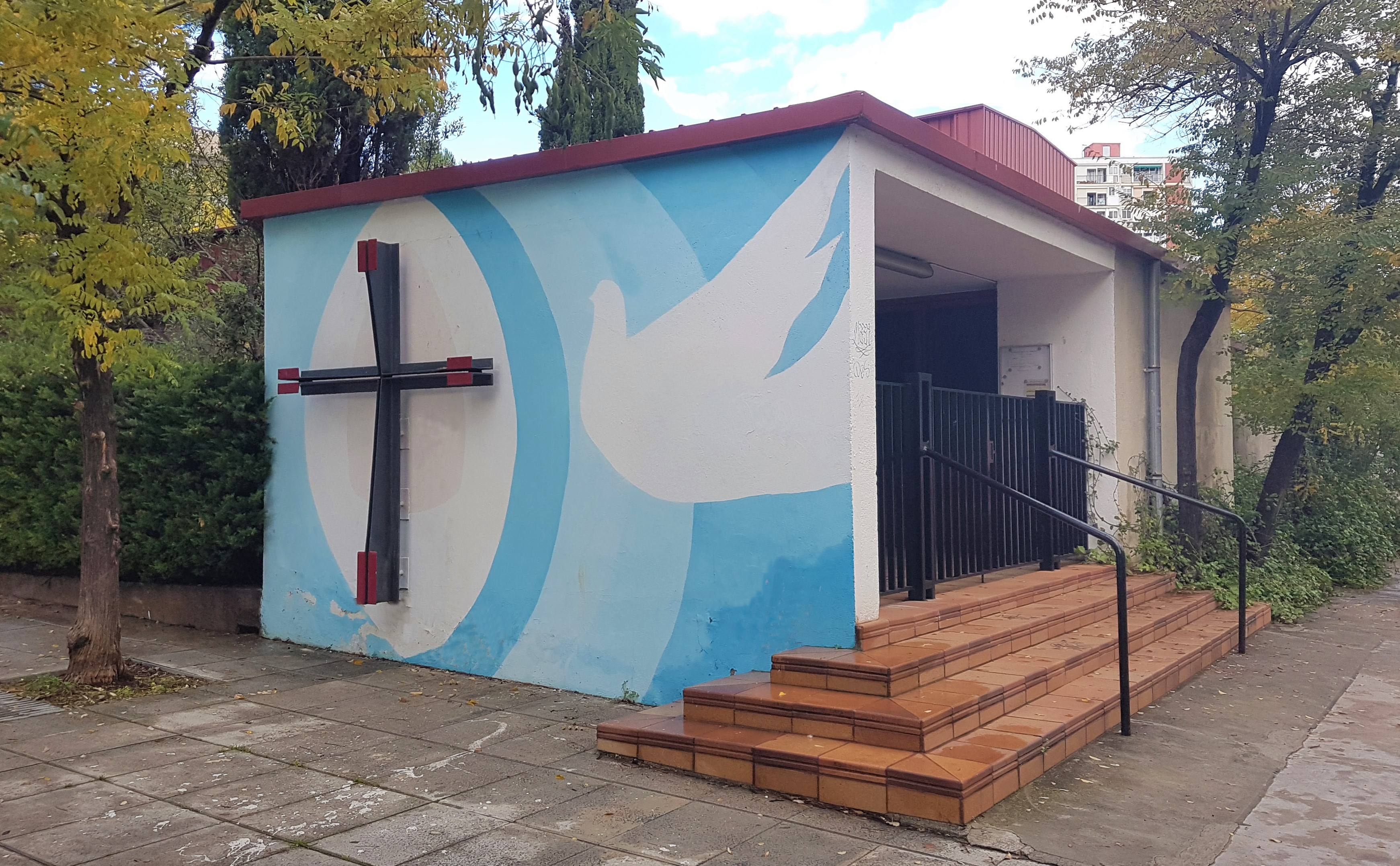
Accés de l'església

En el projecte inicial del barri s'havia previst construir l'església a la part més alta de la muntanya, a l'extrem nord-oest del barri. Però l'arquebisbe va considerar que aquell emplaçament no afavoria que hi anés la gent, i es va proposar construir-la a la part baixa. L'Ajuntament de Barcelona li va cedir uns terrenys al carrer de la Mímica. El 30 de setembre (dia de sant Jeroni) de 1965 es va celebrar la primera missa en el solar de la futura església.
El 6 de novembre de 1966 es va posar la primera pedra, en un acte presidit per l'arquebisbe Modrego. La pedra consistia en un carreu de les ruïnes del monestir de Sant Jeroni, que uns joves del barri hi van traslladar. Per a sufragar la construcció de l'església i el casal parroquial, mossèn Ferran va endegar una subscripció popular entre els feligresos del barri. Volia construir primer el casal parroquial, per assegurar-ne la construcció, i després l'església. Per a la construcció de l'església es va demanar un disseny al famós arquitecte Le Corbusier, però va refusar l'encàrrec a causa de la seva avançada edat. Aleshores es va organitzar un concurs, amb el tribunal format per membres de l'Església, interessats en que l'obra s'ajustés a la renovació litúrgica acordada a l'aleshores recentment estrenat Concili Vaticà II, i arquitectes, interessats en recuperar l'arquitectura moderna, en la línia que s'havia construït el barri. Va guanyar la proposta dels arquitectes Pau Monguió i Abella i Francesc Vayreda i Bofill, sota el lema 'rosa ae', que consistia en dos volums, l'església i la parroquia, units per un porxo en ziga-zaga, que delimita un claustre exterior. La construcció finalment va anar a càrrec només de Francesc Vayreda. L'estructura del volum del casal parroquial té crugies i amplades diferents, amb una coberta de voltes rebaixades de formigó armat, mentre que la peça principal de l'església, la capella annexa i la sagristia, té una coberta lleugera, metàl·lica i esgraonada.

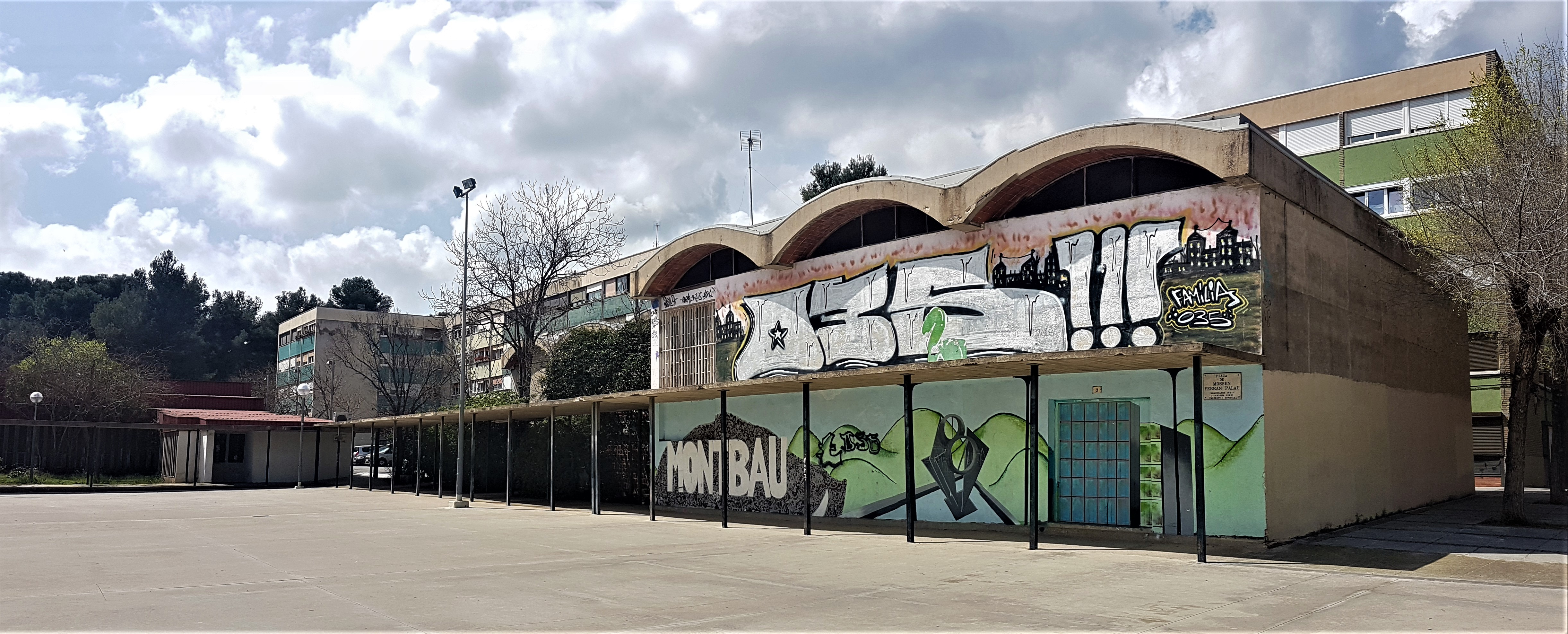
Casal parroquial

El casal parroquial es va concloure el 1967, i s'hi van celebrar les misses fins al 1975. L'església es va inaugurar el 26 d'abril de 1975, beneïda per l'arquebisbe Narcís Jubany i Arnau.
L'altar s'havia traslladat abans de la construcció de les portes de l'església, per poder entrar-lo. Procedia del casal parroquial, i era una donació de la capella de les Llars Sant Jordi.
A la nau principal de l'església, Joaquim Ferrer i Albor i Francesc Fuentes i Albí, veïns del barri, hi van pintar un gran mural que ocupa la totalitat de la paret del fons de darrere de l'altar. Condicionats per l'escalonament del sostre, van dividir el mural en cinc parts, que reprensenten cada una un passatge de la vida de sant Jeroni. Van aplicar la pintura amb aerografia a pistola, usant tonalitats pastel. Van acabar l'obra el 21 de desembre de 1976.
La creu de la façana, obra de l'artista Josep Ramon Pérez, veí del barri, es va inaugurar el 30 de setembre de 1977.
L'església està registrada en la llista de l'organització internacional del Documentation and Conservation of Buildings, Sites and Neighbourhoods of the Modern Movement (Docomomo International). L'església de Sant Jeroni és inventariada i protegida pel fet de formar part del patrimoni del Moviment Modern català.
El 18 de maig de 1995 l'Ajuntament de Barcelona va aprovar nomenar la plaça davant la parròquia amb el nom del primer rector: Mossèn Ferran Palau.

## Rectors
Els rectors de la parròquia van ser: Ferran Palau i Jover (1964-1989), Joan Bernadas i Torner (1989-2003), Esteban Arrese Beltran (2003-2008) i Guillem Brossa i Tort (2008-present).

## Activitats
La parròquia sempre va ser des del principi catalitzadora de múltiples activitats, tant religioses, com benèfiques, culturals o d'esbarjo, bé les organitzava,  o bé oferia els espais a tercers.

### Religioses
A l'església s'hi celebren misses els diumenges i festius, actualment a les 11:00 en castellà i a les 12:30 en català, així com les vigílies a les 20:00.
Pels volts del 26 de setembre es realitza el tradicional aplec de Sant Cebrià i Santa Justina, un pelegrinatge a l'ermita de Sant Cebrià i Santa Justina, on s'hi celebra una missa cantada i després hi ha xocolatada, trencar l'olla i traca fi de festa. Tradicionalment, quan el barri de Montbau encara no existia, els veïns d'Horta ja pujaven a l'ermita a celebrar-hi aplecs i festes.
El 30 de setembre, dia de sant Jeroni, s'hi celebra una missa, on es reparteix el 'pa de Sant Jeroni', ofert pels forners del barri.
Amb la participació de veïns del barri es duen a terme les tradicions cristianes: l'ou com balla, el pessebre, que algun any havia estat un pessebre vivent, els pastorets,...
El 1965 va iniciar la publicació mensual del full parroquial 'Flama', que imprimien les monges jerònimes de Bellesguard, de Sant Gervasi, que informava dels projectes i les notícies parroquials. Els primers anys es repartia per totes les bústies del barri i més tard es va deixar a l'església perquè cadascú l'agafés. Actualment també es pot llegir a la pàgina web de la parròquia.

### Benèfiques
Càritas i la Creu Roja, amb el suport de la Fundació Banc dels Aliments i l'Ajuntament de Barcelona, reparteixen mensualment al casal parroquial lots d'aliments per a les famílies necessitades del barri.
Càritas també organitza el 'Tramats de vida', que és una activitat que es dedica a les persones grans del barri, amb les que amb germanor fan diverses manualitats, jocs de memòria, etc...

### Coral Sant Jeroni
Mossèn Ferran va organitzar el 1960 la coral parroquial, dirigida per Sebastià Turullols, el 1965 el cor infantil de Montbau, dirigit pel mestre Pérez Simó, i el 1969 la Coral Sant Jeroni, dirigida també pel mestre Pérez Simó, i que segueix en actiu, actualment dirigida per Àngels Conde i Pradas.

### Art Montbau
Des del 1976 s'hi fa la mostra Art Montbau, durant la Festa Major de Montbau, al casal parroquial. L'organitzà mossèn Ferran, a proposta del veí Carles Quintana, i encara perdura actualment. Molts artistes del barri en diferents arts plàstiques hi han exposat la seva obra: pintura, escultura, fotografia, esmalt al foc, vidre, marqueteria, etc.